# Санто-Стефано-дель-Соле
Санто-Стефано-дель-Соле (італ. Santo Stefano del Sole) — муніципалітет в Італії, у регіоні Кампанія,  провінція Авелліно.
Санто-Стефано-дель-Соле розташоване на відстані близько 230 км на південний схід від Рима, 55 км на схід від Неаполя, 7 км на схід від Авелліно.
Населення — 2225 осіб (2014).

## Демографія
Населення за роками:

Станом на 1 січня 2023 року в муніципалітеті офіційно проживало 95 іноземців з 17 країн, серед них 16 громадян країн Євросоюзу та 15 громадян України.

## Сусідні муніципалітети
- Атрипальда
- Чезіналі
- Сан-Мікеле-ді-Серино
- Санта-Лучія-ді-Серино
- Серино
- Сорбо-Серпіко
- Вольтурара-Ірпіна